# United Nations Military Observer Group in India and Pakistan
Die Militärbeobachtergruppe der Vereinten Nationen in Indien und Pakistan, kurz UNMOGIP (von englisch United Nations Military Observer Group in India and Pakistan), ist eine Beobachtermission der Vereinten Nationen im Grenzgebiet von Jammu und Kashmir, die den Kaschmirkonflikt zwischen Indien und Pakistan um die Region Kaschmir im westlichen Himalaya beobachtet. Sie ist wechselweise in Srinagar und Islamabad stationiert.

## Hintergrund
Nach der am 3. Juni 1947 beschlossenen Teilung Indiens in Pakistan und Indien stand es dem Fürstenstaat Kaschmir frei, unabhängig zu bleiben bzw. sich Indien oder Pakistan anzuschließen. Der Maharaja Kaschmirs entschied sich für ein unabhängiges Kaschmir. Wenig später marschierte das pakistanische Militär in Kaschmir ein. Auf Ersuchen des Maharajas unterstützte Indien dessen Fürstenstaat im Kampf gegen Pakistan. Als Bedingung wurde die Angliederung an Indien festgelegt.
Der erste Indisch-Pakistanische Krieg (Erste Kaschmirkrieg) brach aus.
Erst durch die Waffenstillstandsvereinbarung zwischen Indien und Pakistan in Karachi im Juli 1949 erfolgte der Einsatz der UN-Militärbeobachter, und aufgrund der UN-Resolution 39 wurde die United Nations Commission for India and Pakistan (UNCIP) eingerichtet, die mit der UN-Resolution 47 von 1948 auch auf den Einsatz von Militärbeobachtern ausgeweitet wurde. Diese überwachen insbesondere die eingerichtete Demarkationslinie, die Line of Control (LOC).
Am 30. März 1951 wurde die UNCIP mit der UN-Resolution 91 durch die Nachfolgemission United Nations Military Observer Group UNMOGIP ersetzt, um den Waffenstillstand zwischen beiden Staaten weiterhin zu überwachen.
Trotzdem ist es 1965 zu einem zweiten Indisch-Pakistanischem Krieg um Kaschmir gekommen. Die Line of Control wurde 1972, nach dem Bangladesch-Krieg (Dritter Indisch-Pakistanischer Krieg), im Shimla-Abkommen neuerlich festgesetzt. 1999 brach ein weiterer Konflikt aus, der Kargil-Krieg, der auf Kaschmir begrenzt blieb und mit einem Rückzug auf die Linie von 1972 endete.

## Organisation
Die UN-Hauptquartiere der UNMOGIP befinden sich von Mai bis Oktober in Srinagar in Indien, und von November bis April in Islamabad in Pakistan. Die Beobachtungsstützpunkte befinden sich in Domel, Kotli, Bhimber, Rawalakot, Sialkot, Skardu, Gilgit, Rajouri, Poonch, Baramulla und Jammu.

### Beteiligte Länder
- Argentinien
- Brasilien
- Finnland
- Ghana
- Kroatien
- Mexiko
- Südkorea
- Schweden
- Schweiz
- Rumänien
- Philippinen[1]

### Personal und Budget
- Personal: 44 Militärbeobachter, 72 zivile Mitarbeiter (2014)
- Jahresbudget: ca. 7,92 Mio. Dollar (2006)
- Verluste: 5 Militärs, 1 Militärbeobachter, 2 internationale sowie 3 lokale zivile Mitarbeiter